# Ганнес Трінкль
Ганнес Трінкль  (нім. Hannes Trinkl, 1 лютого 1968) — австрійський гірськолижник, олімпійський медаліст.

## Виступи на Олімпіадах
| Олімпіада        | Дисципліна              | Місце  |
| ---------------- | ----------------------- | ------ |
| Ліллехаммер 1994 | швидкісний спуск        | 6T     |
| Ліллехаммер 1994 | супергігантський слалом | участь |
| Нагано 1998      | швидкісний спуск        | 3      |